# Alfa-glukuronidaza
Alfa-glukuronidaza (EC 3.2.1.139, alfa-glukoziduronaza) je enzim sa sistematskim imenom alfa-D-glukoziduronat glukuronahidrolaza. Ovaj enzim katalizuje sledeću hemijsku reakciju
alfa--glukuronazid + H2O {\displaystyle \rightleftharpoons } alkohol + D-glukuronat
Postoje znatne razlike u specifičnostima enzima iz različitih gljiva za alfa-D-glukoziduronate.

## Spoljašnje veze
- Alpha-glucuronidase на 